# Antonio Conte
Pour les articles homonymes, voir Antonio Conte (escrime) et Conte (homonymie).
Antonio Conte, né le 31 juillet 1969 à Lecce dans les Pouilles (Italie), est un footballeur international italien évoluant au poste de milieu de terrain du milieu des années 1980 au milieu des années 2000. Après sa carrière de joueur, il devient entraîneur. Il est actuellement l’entraîneur du SSC Naples.
Conte entraîne notamment la Juventus durant trois saisons entre 2011 et 2014, remportant à chaque fois le titre de champion d'Italie. Il est par la suite sélectionneur de l'Équipe d'Italie d'août 2014 à juillet 2016, emmenant notamment la sélection jusqu'aux quarts de finale de l'Euro 2016. Il choisit de partir ensuite en Angleterre entraîner Chelsea, avec qui il devient champion d'Angleterre et vainqueur de la coupe d'Angleterre. De 2019 à 2021, il est l'entraîneur de l'Inter Milan, et permet au club de remporter le championnat d'Italie 2020-2021, après 11 ans de disette de l'Inter, et mettant un terme à la série de 9 championnats consécutifs remportés par la Juventus. Il est nommé entraîneur de Tottenham fin 2021, en remplacement de Nuno Espirito Santo. L'association entre Conte et les Hot Spurs prend fin le 26 mars 2023.

## Biographie
Antonio Conte est né à Lecce, dans le sud de l'Italie, le 31 juillet 1969 de son père Cosimino Conte, entraîneur de football et de mère Ada Briamo, femme au foyer. 

### Club

#### US Lecce (1985-1991)
Son premier match en Serie A a eu lieu le 6 avril 1986, lors de la rencontre Lecce - Pise. Sous l'entraineur Carlo Mazzone, il est devenu un joueur fondamental pour l'équipe. En 1987, il s'est fracturé le tibia de la jambe gauche, une blessure risquant de mettre fin à sa carrière professionnelle. Après s'être remis de cette blessure sérieuse, il est revenu sur le terrain avec beaucoup de détermination. Son premier but en Serie A a été marqué contre Naples lors de la saison 1988-1989. Avec Lecce, il a joué pendant trois ans, totalisant 89 matches et 1 but.

#### Juventus FC (1991-2004)
Antonio Conte a été acheté par le club turinois de la Juventus à l'été 1991. Il a montré sa capacité à s'adapter peu après son arrivée au club. Il a fait ses débuts le 17 novembre 1991, lors du derby contre le Torino FC. Au cours des deux saisons, il est devenu un homme de point pour la Juventus, jouant différents rôles.
Son équipe a remporté la Coupe UEFA 1993 face au Borussia Dortmund. Le 22 mai 1996, pendant la finale de la Ligue des champions contre l'Ajax Amsterdam, il a été blessé lors d'un affrontement avec Edgar Davids et a dû être remplacé. Le match s'est terminé par un nul 1–1 après la prolongation, forçant une séance de tirs au but remportée par la Juventus.
Antonio Conte devint le capitaine de la Juventus en 1996-1997 après le départ de Gianluca Vialli.
Il a notamment remporté cinq titres de champion d'Italie et une Coupe d'Italie.
Antonio Conte a pris sa retraite sportive en 2004. Il a passé 13 saisons entre 1991 - 2004 au club remportant 15 trophées.

#### Sélection (1994-2000)
Sa première sélection avec la Squadra Azzurra a eu lieu le 27 mai 1994 lors d'un match face à la Finlande (victoire 2-0 des italiens).
Il a été finaliste de la Coupe du monde 1994 aux États-Unis, battu par le Brésil en finale aux tirs au but, restant toutefois sur le banc.
Il est finaliste de l'Euro 2000 qui se déroulait conjointement en Belgique et aux Pays-Bas, convoqués par l'entraîneur Dino Zoff. Lors du premier match de la phase de groupe contre la Turquie, il a marqué ce que de nombreux experts du football appelleraient le «meilleur but du tournoi européen». Son rêve de jouer en compétition s'est terminé en quart de finale contre l'équipe de Roumanie où il a été blessé au ligament de la cheville droite par un tacle dur du Roumain Gheorghe Hagi . L'équipe italienne a été battue par l'équipe de France en finale sur un but en or de David Trezeguet.
Il a été sélectionné à 20 reprises en équipe d'Italie, avec laquelle il prend sa retraite après le Championnat d'Europe 2000.

### Entraîneur
À la fin de sa carrière de joueur Antonio Conte s'est reconverti en entraîneur.
Affectionnant particulièrement le 4-2-4, il a ainsi été l'entraîneur principal de l'AC Arezzo puis de l'AS Bari en Serie B.
Il a mené Bari au titre de champion de Serie B en 2009, le club est donc de retour en Serie A après huit ans en Serie B. Après avoir été pressenti pour entraîner son ancien club de la Juventus, on lui préfère finalement Ciro Ferrara. Il quitte malgré tout l'AS Bari à l'été 2009.
Il devient le 21 septembre 2009 l'entraîneur de l'Atalanta Bergame en Serie A, mais après une première partie de saison très compliquée, il démissionne le 7 janvier 2010, avec l'équipe en pleine zone de relégation. Il est remplacé par Bortolo Mutti.
Après six mois sans entraîner, il signe le 23 mai 2010 à l'AC Sienne, fraîchement relégué en Serie B. C'est dans la même ville toscane qu'il avait fait ses débuts d'entraîneur en étant l'adjoint de Luigi De Canio lors de la saison 2005-2006. Il ne tarde guère à faire remonter le club toscan en Serie A.
Le 31 mai 2011, Conte signe un contrat de deux ans avec son ancien club en tant qu'entraineur de la Juventus. C'est avec un grand succès qu'il entame sa première saison sur le banc de la Juventus après deux décevantes 7e place, notamment grâce à un renouvellement de l'effectif comportant l'arrivée de nombreux joueurs lors du mercato tels que Andrea Pirlo, Arturo Vidal, Stephan Lichtsteiner, Mirko Vučinić ainsi que le rachat d'autres joueurs venus en 2010-2011 sous forme de prêts comme Alessandro Matri, Fabio Quagliarella ou encore Simone Pepe. Conte est rapidement comparé à un certain José Mourinho en raison de son charisme, ses résultats probants et ses choix tactiques variables et innovants, mais également à cause de ses coups de gueule, son orgueil parfois démesuré et ses insinuations au sujet d'éventuels complots dont son équipe serait victime[réf. nécessaire] .
Le 17 mars 2012, grâce à une victoire 5-0 sur le terrain de la Fiorentina, Conte égale le record de l'équipe de Fabio Capello entre novembre 2005 et mai 2006 avec la Juventus qui est de 28 matchs en Série A sans défaite et un bilan de 14 victoires et 14 matchs nuls. Ce record avait permis à l'équipe de Capello de remporter le scudetto 2005-2006 (titre ensuite révoqué à la suite du scandale du Calciopoli). Le record est battu une semaine plus tard quand la Juve s'impose contre l'Inter Milan.
Le 20 mars 2012, à la suite d'un nul obtenu après prolongation (2-2) grâce à un tir lointain de Vučinić, contre le Milan AC, il conduit la Juventus à sa première finale de Coupe d'Italie depuis la saison 2003-2004 qui oppose la Juventus au Napoli (défaite 0-2). Le 25 mars, grâce à une victoire 2-0 à Turin, il devient le premier entraineur de la Juventus depuis Fabio Capello en 2005-2006 à battre l'Inter Milan (grand rival des Bianconeri) deux fois dans une même saison.
Le 6 mai 2012, la Juventus gagne sur le score de 2-0 contre Cagliari à Trieste grâce aux réalisations de Vučinić (6e) et Canini (74e csc) ce qui permet à Antonio Conte de remporter son premier scudetto en tant qu'entraîneur et le trentième de l'histoire de la Juventus après six années de disette.
Le 10 août 2012, Antonio Conte est suspendu pour une durée de dix mois dans le cadre d'une affaire de matchs truqués dit « Calcioscommesse »,. Le 22 août 2012, la justice sportive italienne confirme en appel la peine de suspension prise à son encontre par la Commission disciplinaire. Le 5 octobre 2012, sa suspension passe de 10 à 4 mois, l'autorisant à retrouver le banc dès le 8 décembre 2012.
Durant l'intersaison 2014, il annonce son départ de la Juventus.
Le 14 août 2014, il devient sélectionneur de l'Italie. Il a alors pour but de qualifier la Squadra Azzurra à l'Euro 2016 et de bien y figurer après une Coupe du monde décevante. Le 4 avril 2016, Chelsea FC officialise son arrivée pour trois ans à partir de la saison à venir, juste après le championnat d'Europe. Le 13 juin 2016, Antonio Conte remporte son premier match à l'Euro 2016 2-0 face à la Belgique de Marc Wilmots. Le 27 juin 2016, l'Italie d'Antonio Conte sort l'Espagne, tenante du titre, sur le score de 2 à 0, en huitième de finale. Le 2 juillet 2016, en quart de finale, la « Squadra Azzura » s'incline face à l'Allemagne à la suite d'un match nul 1 à 1 à la fin des prolongations, et d'une séance de tirs au but où elle est battue 6 à 5. 
Il impute cet échec à la présence de « trop d'étrangers, y compris dans les équipes de jeunes » dans le football italien.
Après des débuts délicats sur le banc des "Blues", le technicien italien fait forte impression avec l'instauration d'un 3-4-2-1, qui lui permet d'être élu meilleur entraîneur du mois d'octobre, notamment grâce à une série de treize victoires consécutives, trente-deux buts marqués, et quatre encaissés. Cette série ne s'achèvera qu'après une défaite à Tottenham (2-0), mais elle ne l'empêche pas de remporter le championnat dès sa première saison avec les Blues.
Le 12 juillet 2018, il est licencié par Chelsea, malgré avoir débuté la préparation estivale avec le club londonien, et remplacé par Maurizio Sarri. Pour son départ, il touchera une compensation financière entre 8 et 10 millions d'euros[réf. nécessaire].
En octobre 2018, son nom est avancé pour prendre les commandes du Real Madrid, mais la réticence du vestiaire a raison de son envie de rejoindre le club,.
Le 31 mai 2019, il est nommé entraineur de l'Inter Milan à la suite du licenciement de Luciano Spalletti. En conflit avec le président de la Juventus Andrea Agnelli depuis 2014 amenant son départ du club turinois, Conte a l'occasion avec l'Inter, un des plus importants rivaux de la Juve, de prendre sa revanche, ce qu'il parvient à faire en 2021 en remportant le championnat et en mettant ainsi un terme à une série de neuf titres nationaux consécutifs de la Juventus. Conte, en désaccord avec la volonté du club milanais de diminuer ses dépenses, quitte le club le 26 mai 2021, un an avant le terme de son contrat. Alors que son salaire annuel prévu est estimé entre 11 et 12 millions d'euros, son départ s'accompagne d'une indemnité compensatoire dont le montant serait de sept millions d'euros. Le 2 novembre 2021, Antonio Conte s'engage pour au moins 16 mois sur le banc de Tottenham.
Le 26 mars 2023, le club londonien annonce une séparation "d'un commun accord".
Le 5 juin 2024, il devient l'entraîneur du SSC Naples où il signe un contrat jusqu'en 2027.
Le 23 mai 2025, Antonio Conte remporte, dès sa première année à la tête de l'équipe, le championnat d’Italie avec le Napoli lors de la dernière journée de la saison’.

## Statistiques détaillées

### Club
Statistiques après le 12 juin 2025. En gras les compétitions remportées.
| Saison          | Équipe               | Championnat     | Championnat | Championnat | Championnat | Championnat | Coupes nationales | Coupes nationales | Coupes nationales | Coupes nationales | Coupes nationales | Coupes continentales | Coupes continentales | Coupes continentales | Coupes continentales | Coupes continentales | Supercoupes | Supercoupes | Supercoupes | Supercoupes | Supercoupes | Total | Total | Total | Total | % Victoires | Position et condition                   |
| Saison          | Équipe               | Comp            | G           | V           | N           | P           | Comp              | G                 | V                 | N                 | P                 | Comp                 | G                    | V                    | N                    | P                    | Comp        | G           | V           | N           | P           | G     | V     | N     | P     | %           | Position et condition                   |
| --------------- | -------------------- | --------------- | ----------- | ----------- | ----------- | ----------- | ----------------- | ----------------- | ----------------- | ----------------- | ----------------- | -------------------- | -------------------- | -------------------- | -------------------- | -------------------- | ----------- | ----------- | ----------- | ----------- | ----------- | ----- | ----- | ----- | ----- | ----------- | --------------------------------------- |
| 2006-2007       | AC Arezzo            | B               | 9           | 0           | 5           | 4           | CI                | 3                 | 1                 | 2                 | 0                 | -                    | -                    | -                    | -                    | -                    | -           | -           | -           | -           | -           | 12    | 1     | 7     | 4     | 8,33        | Renvoyé (J9), 19e                       |
| 2006-2007       | AC Arezzo            | B               | 15          | 8           | 3           | 4           | CI                | -                 | -                 | -                 | -                 | -                    | -                    | -                    | -                    | -                    | -           | -           | -           | -           | -           | 15    | 8     | 3     | 4     | 53,33       | Retour (J29), 20e                       |
| Total Arezzo    | Total Arezzo         | Total Arezzo    | 24          | 8           | 8           | 8           |                   | 3                 | 1                 | 2                 | 0                 |                      | -                    | -                    | -                    | -                    |             | -           | -           | -           | -           | 27    | 9     | 10    | 8     | 33,33       |                                         |
| 2007-2008       | AS Bari              | B               | 23          | 9           | 8           | 6           | CI                | -                 | -                 | -                 | -                 | -                    | -                    | -                    | -                    | -                    | -           | -           | -           | -           | -           | 23    | 9     | 8     | 6     | 39,13       | Remplaçant (J20), 11e                   |
| 2008-2009       | AS Bari              | B               | 42          | 23          | 13          | 6           | CI                | 2                 | 1                 | 0                 | 1                 | -                    | -                    | -                    | -                    | -                    | -           | -           | -           | -           | -           | 44    | 24    | 13    | 7     | 54,55       | 1er (promotion)                         |
| Total Bari      | Total Bari           | Total Bari      | 65          | 32          | 21          | 12          |                   | 2                 | 1                 | 0                 | 1                 |                      | -                    | -                    | -                    | -                    |             | -           | -           | -           | -           | 67    | 33    | 21    | 13    | 49,25       |                                         |
| 2009-2010       | Atalanta BC          | A               | 13          | 3           | 3           | 7           | CI                | 1                 | 0                 | 0                 | 1                 | -                    | -                    | -                    | -                    | -                    | -           | -           | -           | -           | -           | 14    | 3     | 3     | 8     | 21,43       | Remplaçant (J5) et démission (J18), 19e |
| Total Atalanta  | Total Atalanta       | Total Atalanta  | 13          | 3           | 3           | 7           |                   | 1                 | 0                 | 0                 | 1                 |                      | -                    | -                    | -                    | -                    |             | -           | -           | -           | -           | 14    | 3     | 3     | 8     | 21,43       |                                         |
| 2010-2011       | AC Sienne            | B               | 42          | 21          | 14          | 7           | CI                | 2                 | 1                 | 0                 | 1                 | -                    | -                    | -                    | -                    | -                    | -           | -           | -           | -           | -           | 44    | 22    | 14    | 8     | 50,00       | 2e (promotion)                          |
| Total Sienne    | Total Sienne         | Total Sienne    | 42          | 21          | 14          | 7           |                   | 2                 | 1                 | 0                 | 1                 |                      | -                    | -                    | -                    | -                    |             | -           | -           | -           | -           | 44    | 22    | 14    | 8     | 50,00       |                                         |
| 2011-2012       | Juventus FC          | A               | 38          | 23          | 15          | 0           | CI                | 5                 | 3                 | 1                 | 1                 | -                    | -                    | -                    | -                    | -                    | -           | -           | -           | -           | -           | 43    | 26    | 16    | 1     | 60,47       | 1er                                     |
| 2012-2013       | Juventus FC          | A               | 38          | 27          | 6           | 5           | CI                | 4                 | 2                 | 1                 | 1                 | C1                   | 10                   | 5                    | 3                    | 2                    | SI          | 1           | 1           | 0           | 0           | 53    | 35    | 10    | 8     | 66,04       | 1er                                     |
| 2013-2014       | Juventus FC          | A               | 38          | 33          | 3           | 2           | CI                | 2                 | 1                 | 0                 | 1                 | C1+C3                | 6+8                  | 1+5                  | 3+2                  | 2+1                  | SI          | 1           | 1           | 0           | 0           | 55    | 41    | 8     | 6     | 74,55       | 1er                                     |
| Total Juventus  | Total Juventus       | Total Juventus  | 114         | 83          | 24          | 7           |                   | 11                | 6                 | 2                 | 3                 |                      | 24                   | 11                   | 8                    | 5                    |             | 2           | 2           | 0           | 0           | 151   | 102   | 34    | 15    | 67,55       |                                         |
| 2016-2017       | Chelsea FC           | PL              | 38          | 30          | 3           | 5           | C+CL              | 6+3               | 5+2               | 0                 | 1+1               | -                    | -                    | -                    | -                    | -                    | -           | -           | -           | -           | -           | 47    | 37    | 3     | 7     | 78,72       | 1er                                     |
| 2017-2018       | Chelsea FC           | PL              | 38          | 21          | 7           | 10          | C+CL              | 7+5               | 5+3               | 2+1               | 0+1               | C1                   | 8                    | 3                    | 3                    | 2                    | CS          | 1           | 0           | 1           | 0           | 59    | 32    | 14    | 13    | 54,23       | 5e                                      |
| Total Chelsea   | Total Chelsea        | Total Chelsea   | 76          | 51          | 10          | 15          |                   | 21                | 15                | 3                 | 3                 |                      | 8                    | 3                    | 3                    | 2                    |             | 1           | 0           | 1           | 0           | 106   | 69    | 17    | 20    | 65,09       |                                         |
| 2019-2020       | Inter Milan          | A               | 38          | 24          | 10          | 4           | CI                | 4                 | 2                 | 1                 | 1                 | C1+C3                | 6+6                  | 2+5                  | 1+0                  | 3+1                  | -           | -           | -           | -           | -           | 54    | 33    | 12    | 9     | 61,11       | 2e                                      |
| 2020-2021       | Inter Milan          | A               | 38          | 28          | 7           | 3           | CI                | 4                 | 2                 | 1                 | 1                 | C1                   | 6                    | 1                    | 3                    | 2                    | -           | -           | -           | -           | -           | 48    | 31    | 11    | 6     | 64,58       | 1er                                     |
| Total Inter     | Total Inter          | Total Inter     | 76          | 52          | 17          | 7           |                   | 8                 | 4                 | 2                 | 2                 |                      | 18                   | 8                    | 4                    | 6                    |             | -           | -           | -           | -           | 102   | 64    | 23    | 15    | 62,74       |                                         |
| 2021-2022       | Tottenham Hotspur FC | PL              | 28          | 17          | 5           | 6           | C+CL              | 3+3               | 2+1               | 0                 | 1+2               | C4                   | 2                    | 1                    | 0                    | 1                    | -           | -           | -           | -           | -           | 36    | 21    | 5     | 10    | 58,33       | Remplaçant (J11), 4e                    |
| 2022-2023       | Tottenham Hotspur FC | PL              | 28          | 15          | 4           | 9           | C+CL              | 3+1               | 2+0               | 0                 | 1+1               | C1                   | 8                    | 3                    | 3                    | 2                    | -           | -           | -           | -           | -           | 40    | 20    | 7     | 13    | 50,00       | Renvoyé (J28), 4e                       |
| Total Tottenham | Total Tottenham      | Total Tottenham | 56          | 32          | 9           | 15          |                   | 10                | 5                 | 0                 | 5                 |                      | 10                   | 4                    | 3                    | 3                    |             | -           | -           | -           | -           | 76    | 41    | 12    | 23    | 53,94       |                                         |
| 2024-2025       | SSC Naples           | A               | 38          | 24          | 10          | 4           | CI                | 2                 | 0                 | 1                 | 1                 |                      |                      |                      |                      |                      |             |             |             |             |             | 40    | 24    | 11    | 5     | 60,00       | 1er                                     |
| Total carrière  | Total carrière       | Total carrière  | 504         | 306         | 116         | 82          |                   | 60                | 33                | 10                | 17                |                      | 60                   | 26                   | 18                   | 16                   |             | 3           | 2           | 1           | 0           | 627   | 366   | 147   | 114   | 58,26       |                                         |

## Palmarès

### Joueur

#### Club
|  |  | Juventus : - Championnat d'Italie (5) : - Champion en 1995, 1997, 1998, 2002 et 2003 - Coupe d'Italie (1) : - Vainqueur en 1995 - Supercoupe d'Italie (4) : - Vainqueur en 1995, 1997, 2002 et 2003 - Ligue des Champions (1) : - Vainqueur en 1996 - Finaliste en 1997, 1998 et 2003 - Coupe UEFA (1) : - Vainqueur en 1993 - Finaliste en 1995 - Supercoupe d'Europe (1) : - Vainqueur en 1996 - Coupe Intertoto (1) : - Vainqueur en 1999 - Coupe intercontinentale (1) : - Vainqueur en 1996 |

#### Sélection
Italie :
- Coupe du monde :
  - Finaliste en 1994

- Championnat d'Europe :
  - Finaliste en 2000

### Entraîneur
|  |  | Bari - Serie B (1) - Champion : 2009 |  | Juventus - Serie A (3) - Champion : 2012, 2013 et 2014 - Coupe d'Italie - Finaliste : 2012 - Supercoupe d'Italie (2) - Vainqueur : 2012 et 2013 |  | Chelsea FC - Premier League (1) - Champion : 2017 - Coupe d'Angleterre (1) - Vainqueur : 2018 - Finaliste : 2017 |  | Inter Milan - Serie A (1) - Champion : 2021 - Vice Champion : 2020 - Ligue Europa - Finaliste : 2020 |  | SSC Naples - Serie A (1) - Champion : 2025 |

|  |

#### Distinctions
- Oscar del calcio du meilleur entraîneur de l'année de Série A en 2012, 2013, 2014, et 2025
- Entraîneur du mois du championnat d'Angleterre en octobre, novembre et décembre 2016
- Entraîneur de l'année de Premier League en 2017[19]